# MyBB
MyBB, inițial MyBulletinBoard, este un script gratuit de tip sursă deschisă folosit pentru forumuri creat de Grupul MyBB. Este scris în PHP, suportă MySQL, PostgreSQL și SQLite drept sisteme pentru bază de date. Este disponibil în mai multe limbi și este licențiat sub LGPL.

## Istorie și dezvoltare

### MyBB 1.0 și 1.1
Fondat drept DevBB în anul 2002 de către Chris Boulton în urma despărțirii grupului XMB, prima lansare publică (RC1) a MyBB-ului a fost făcută pe 10 decembrie 2003. După 2 ani, pe data de 9 decembrie 2005, a fost lansată versiunea MyBB 1.0.
Pe 9 martie 2006, a fost lansată versiunea 1.1, iar în 20 august 2006 a fost lansată ultima versiune acestei serii, 1.1.8, care a reprezentat o actualizare a securității.

### MyBB 1.2
Pe 2 septembrie 2006 a fost lansată versiunea 1.2, având codul sursă revizuit și rescris și peste 40 de caracteristici noi. Suportul oferit acestei versiuni a luat sfârșit pe 1 iunie 2009, cu toate că actualizările de securitate au fost disponibile până pe 31 decembrie 2009.
Versiunea finală a acestei serii, 1.2.14, a reprezentat o actualizare a securității și de întreținere, fiind publicată pe 17 iulie 2008.

### MyBB 1.4
După un lung statiu beta, versiunea 1.4 a fost lansată pe data de 2 august 2008. Acesta vine cu peste 70 de caracteristici, incluzând un Panou de Control al Administratorului (ACP) modificat complet.
Pe data de 12 octombrie 2008, a fost lansată versiunea 1.4.2, care schimbă licența spre GNU GPL v3.
Pe data de 2 mai 2009, datorită unor constrângeri de timp, fondatorul Chris Boulton i-a lăsat lui Dennis Tsang (fost Manager al Echipei de Suport) responsabilitățiile de zi cu zi, care a devenit Manager-ul de Produs al MyBB-ului, iar Matt Rogowski a preluat responsabilitățiile lui Dennis drept Manager al Echipei de Suport.
Până acum, majoritatea dezvoltării MyBB-ului a avut loc într-un cerc restrâns. După schimbarea licenței spre una cu sursă deschisă, pe 19 august 2009, Grupul MyBB le-au acordat utilizatorilor acces la Bugtracker-ul oficial.
Ultima versiune a serii 1.4 a fost 1.4.16, lansat pe data de 17 aprilie 2011, reprezentând o actualizare a securității. Suportul oferit acestei serii a luat sfârșit pe 1 iulie 2011.

### MyBB 1.6
În 3 august 2010, după 2 ani de la aniversarea lansării versiunii 1.4, a fost lansată versiunea 1.6 care aduce peste 40 de caracteristici, de asemenea niște ajustări, rezolvări și optimizări de performanță. Seria 1.6 este distribuită sub licența GPL LGPL v3 și necesită cel puțin PHP 5.1.
În timpul seriei 1.6, au avut loc schimbări în Grupul MyBB. Pe 3 octombrie 2010, Tim Bell a fost promovat drept Manager de Produs cu responsabilitățiile de a administra operațiile de zi cu zi ale MyBB-ului și comercializarea acestuia. Dennis Tsang a luat poziția de Consilier Tehnic, ajutând la dezvoltarea MyBB-ului și a aspectului acestuia.

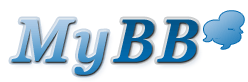
Vechiul logo MyBB

Pe 5 decembrie 2010, Ryan Gordon, dezvoltatorul principal pentru ultimii 5 ani, a demisionat. Ca urmare, Tom Moore a preluat responsabilitățiile lui Ryan de dezvoltare, iar Dylan M a preluat conducerea Sistemului de Migrare MyBB.
MyBB 1.6.4, lansat pe data de 26 iulie 2011, a fost unul dintre cele mai importante actualizări și primul care a necesitat ca toate fișierele de bază să fie înlocuite din cauza unor erori cauzate de versiunile precedente ale seriei 1.6. De asemenea, a fost prima lansare care a inclus schimbări ale caracteristicilor, care sunt de obicei rezervate pentru lansările importante, dar a fost necesar odată cu descoperirea faptului că versiunea a fost contaminată.
Pe 25 noiembrie 2011, a fost lansată versiunea 1.6.5. Această versiune include mai mult decât 10 caracteristici, incluzând reCAPTCHA, la fel și alte progrese în privința prevenirii spam-ului.
Pe 10 februarie 2012, versiunea 1.6.6 a fost lansată drept o actualizare a securității. A rezolvat 14 vulnerabilități de risc minor și o problemă la importarea unui stil non-CSS. De asemenea, a fost rezolvată o problemă în care anunțurile dispăreau.
Pe 31 martie 2012, versiunea 1.6.7 a fost lansată, rezolvând peste 70 de probleme și introducând 5 noi caracteristici. A rezolvat 4 vulnerabilități de risc minor la injectarea cu SQL și o vulnerabilitate XSS.
Pe 27 mai 2012, versiunea 1.6.8 a fost lansată. A fost o lansare de întreținere generală și a rezolvat peste 40 de probleme reportate.
Pe 15 decembrie 2012, versiunea 1.6.9 a fost lansată, reprezentând o actualizare a securității pentru seria 1.6. În această versiune a fost rezolvată o vulnerabilitate de risc major la injectarea cu SQL în timpul editării unei postări și o vulnerabilitate de nivel mediu la sistemele CAPTCHA. De asemenea, a fost rezolvată o problema legată de editor, care nu a funcționat în Firefox 16 (și versiunile mai recente).
Pe 22 aprilie 2013, versiunea 1.6.10 a fost lansată, reprezentând o actualizare a securității și de întreținere. Au fost rezolvate 7 vulnerabilități minore și peste 95 de probleme minore reportate. Foarte mult efort a fost pus în dezvoltarea versiunii 1.6.10 pentru rezolvarea unor probleme cu PHP 5.4.
Pe 8 octombrie 2013, versiunea 1.6.11 a fost lansată, reprezentând o actualizare a securității și de întreținere. Au fost rezolvate 5 vulnerabilități și peste 65 de probleme reportate care cauzau o funcționare incorectă a platformei, incluzând o vulnerabilitate care afecta utilizatorii bazei de date MySQL.
Pe 30 decembrie 2013, versiunea 1.6.12 a fost lansată, reprezentând o actualizare a securității și de întreținere. În această versiune au fost rezolvate 4 vulnerabilități și 10 probleme reportate, fiind adăugată o nouă facilitate: suport pentru Codificarea Unicode UTF-8 de 4-Octeți pebtry baza de date MySQL.
Pe 26 aprilie 2014, versiunea 1.6.13 a fost lansată, reprezentând o actualizare a securității și de întreținere. În această versiune au fost rezolvate 4 vulnerabilități și 38 probleme reportate, rezolând și două vulnerabilități de risc mediu.
Pe 30 iunie 2014, versiunea 1.6.14 a fost lansată, reprezentând o actualizare a securității și de întreținere. În această versiune au fost rezolvate 5 vulnerabilități și 50 probleme reportate, rezolând și două vulnerabilități de risc mediu.
Pe 4 august 2014, versiunea 1.6.15 a fost lansată, reprezentând o actualizare a securității și de întreținere. În această versiune au fost rezolvate 1 vulnerabilitate și 26 probleme rezolvate, rezolvând și o vulnerabilitate de risc mediu.
Pe 20 noiembrie 2014, versiunea 1.6.16 a fost lansată, reprezentând o actualizare a securității. În această versiune au fost rezolvate 5 vulnerabilități de risc scăzut și au fost sanitizate toate datele obținute de pe serverul MyBB.

### MyBB 1.8
Grupul MyBB a menționat de multe ori că se va trece direct de la MyBB 1.6 la 2.0. Totuși, pe 1 Aprilie 2012 au anunțat că va exista versiunea 1.8. Mulți au considerat că este o glumă de Ziua Păcălelilor. Apoi, pe 3 aprilie 2012, a fost postat un alt anunț pe blog spunând că "nu a fost o păcăleală". MyBB 1.8 va avea o nouă temă implicită inspirată de seria Apart creată de liderul designer, Justin S. O nouă caracteristică în privința temelor a fost menționată:
[Culorile de bază atașabile] vă permite crearea de culori cărora li se pot adăuga stylesheet-uri (la fel cum se pot adăuga stylesheet-uri paginilor). De asemenea, puteți seta o ordine de afișare pentru toate stylesheet-urile, astfel încât să poată trece peste stiluri. Împreună, schimbările  vă permit adăugarea unei teme cu câte culori personalizate doriți. Folosind structura temelor principale/secundare care există deja în 1.x, puteți restricționa sau permite grupurilor de utilizatori să folosească aceste culori și, deoarece moștenesc stylesheet-ul de bază, sunt foarte ușor de administrat. Deci, nu este nevoie să instalați o grămadă de teme doar pentru un header de culoare diferită. 
A mai fost menționat că librăria implicită Javascript va fi schimbată pentru una mai populară, și anume jQuery de la actuala Prototype Javascript Framework. Un nou "coș de gunoi" a fost anunțat, care permite recuperarea mesajelor șterse din Panoul de Control al Moderatorului. A mai fost anunțat că în loc de lansarea unei modificări oficiale anti-spam numite Spam Ninja, Grupul MyBB va adăuga o mulțime de caracteristici anti-spam în core-ul MyBB.
Grupul MyBB a mai anunțat că dezvoltarea SVN se va muta de pe propriul lor site de dezvoltare dev.mybb.com Arhivat în 4 septembrie 2012, la Wayback Machine. către GitHub, fiind deschis publicului pe 23 ianuarie 2013. Toate problemele reportate de pe siteul de dezvoltare au fost mutate pe GitHub pe 3 martie 2014.
Pe 1 iunie 2014, versiunea 1.8 Beta 1 a fost lansată publicului pentru a fi testată.
O lună mai târziu, pe 1 iulie 2014, a fost lansată versiunea 1.8 Beta 2, fiind anunțat că se lucrează la versiunea 1.8 Beta 3, ultima versiune beta, urmând să fie lansată versiunea stabilă 1.8.
Pe 1 septembrie 2014, versiunea 1.8.0 a fost lansată, aducând toate facilitățile promise.
Pe 17 septembrie 2014, Sistemul de Migrare MyBB 1.8 a fost lansat, abandonând suportul pentru 5 platforme de forum și adăugând alte 9.
Pe 23 octombrie 2014, MyBB 1.8.1 a fost lansat alături de Sistemul de Migrare 1.8.1. A reprezentat o versiune pentru întreținere. 74 de probleme au fost rezolvate pentru MyBB și 7 pentru Sistemul de Migrare.
Pe 13 noiembrie 2014, MyBB 1.8.2 a fost lansat, fiind o îmbunătățire a securității. 7 vulnerabilități au fost rezolvate, inclusiv o injecție SQL de risc major.
Pe 20 noiembrie 2014, MyBB 1.8.3 a fost lansat, fiind o îmbunătățire a securității. 6 vulnerabilități au fost rezolvate, inclusiv o injecție SQL de risc major, pe lângă sanitizarea tuturor datelor de pe serverul MyBB.
Pe 15 februarie 2015, MyBB 1.8.4 a fost lansat, fiind o versiune de întreținere, o imbunătățirie a securității și adăugând facilități noi. Au fost rezolvate 7 vulnerabilități, inclusiv două vulnerabilități XSS de risc mediu și 118 de probleme raportate au fost rezolvate.
Pe 27 mai 2015, MyBB 1.8.5 a fost lansat, fiind o versiune de întreținere și de îmbunătățire a securității. Au fost rezolvate 6 vulnerabilități și 58 de probleme raportate.
Pe 15 martie 2018, MyBB 1.8.15 a fost lansat.

#### Schimbări de design
Pe 22 aprilie 2011, Grupul MyBB a anunțat că aveau nevoie de un "designer creativ" pentru a crea o mascotă pentru MyBB. Mike Creuzer de la Audentio Design a fost ales. Noua mascotă MyBB și noul logo au fost anunțate pe 12 ianuarie 2012. Un subiect a fost creat pentru a alege un nume pentru mascotă. Cele mai bune zece nume au fost puse într-un sondaj, fiind ales numele "Bolt", reprezentându-l pe fondatorul MyBB, Chris Boulton, dar și viteza și simplicitatea utilizării pe care MyBB le oferă.

### MyBB 2.0
Următoarea lansare majoră a MyBB-ului va fi versiunea 2.0, fiind rescrisă de la zero într-o metodă MVC folosind framework-ul Laravel. Depozitele GitHub au fost deschise publicului, iar o versiune alfa va fi lansată în momentul în care proiectul devine "un program funcțional cu toate facilitățile de bază."

### Donații
Pe data de 27 aprilie 2010, Grupul MyBB a început să accepte donații cu scopul de a cumpăra domeniul mybb.com. A fost nevoie de $5,000 pentru transfer, dar mulțumită lui Chris Boulton și lui Jesse Labrocca, care au donat fiecare câte $1,000, a mai fost nevoie doar de $3,000.
O lună mai târziu, pe data de 27 mai 2010, domenium MyBB.com a fost transferat și folosit pentru site.

## Caracteristici

### Suport Baze de Date
MyBB acceptă mai multe tipuri de baze de date: MySQL, PostgreSQL și SQLite v2 și v3. De asemenea, acceptă și failover bază de date: dacă o bază de date pică, se trece automat la următoarea. Bazele de date master and slave sunt de asemenea configurabile.

### Modificări și Teme
Modificările MyBB sunt scrise în PHP și folosesc tehnicile de cârlige(hooks). Spre deosebire de alte programe precum WordPress, modificările trebuie să fie încărcate prin FTP; încărcatul prin Panoul de Control al Administratorului nu este posibil fără o modificare. Oricum, acest lucru poate fi considerat drept o îmbunătățire față de phpBB, unde toate modificările alternează fișierele din nucleu.
Temele MyBB sunt scrise folosind XML și sunt acompaniate de imaginile temei. Fișierul XML include toate șabloanele și stilurile CSS modificate.
Sunt peste 2,400 de modificări și teme pe siteul de modificări MyBB. Multe alte site-uri cu resurse pentru MyBB, precum MyBB Central sau MyBB-Plugins oferă modificări și teme exclusive, uneori plătite.

## Securitate
MyBB are un record relativ scăzut de riscuri de securitate. În august 2008, Grupul MyBB a efectuat un audit de securitate (furnizat de GulfTech) care a dus la lansarea versiunii 1.4.2 pe data de 17 septembrie 2008.
Odată ce Grupul MyBB a primit o notificare privind un risc de securitate mare, un patch este lansat în cel mult 24 de ore.
În octombrie 2011, Grupul MyBB a găsit un cod care a contaminat fișierele versiunii 1.6.4. Acel cod putea fi folosit pentru a deschide o breșă de securitate pe un forum care folosea acea versiune. Mai târziu s-a aflat că o breșă de securitate în CMS-ul personalizat pe care MyBB.com îl folosește permitea unui utilizator să alterneze fișierele care conțineau lansările oficiale, astfel încât să includă propriul cod.
Ca urmare a incidentului, Grupul MyBB a mutat descărcările pe Github pentru o securitate sporită. De asemenea, pe Forumul Comunității MyBB s-a deschis în 2011 o secțiune numită "Forum Security" pentru a furniza suport utilizatorilor care au fost victime ale unei exploatări.
De-a lungul anului 2011, înregistările automate au cauzat spam pe mai multe forumuri care foloseau MyBB. În MyBB 1.6.5, lansat pe 25 noiembrie 2011, au fost adăugate metode adiționale pentru a-i ajuta pe administratori să localizeze și să gestioneze utilizatorii care fac spam, dar și suport pentru reCAPTCHA.
În mai 2012, grupul UGNazi a obținut control neautorizat asupra site-ului MyBB.com folosind o tehnică de inginerie socială. Aparent, cauza atacului a fost folosirea acestui software de către Hack Forums.

## Sistemul de Migrare
Sistemul de Migrare MyBB (MyBB Merge System) permite conversia de la Invision Power Board, phpBB, Simple Machines Forum, PunBB, bbPress sau vBulletin către MyBB, sau unirea unor instalații MyBB împreună.

## Recenzii
MyBB a primit nota 9.6 din 10 de la forum-software.org și a fost numit cel mai bun software gratuit pentru forumuri în anii 2008, 2010, 2011 și 2012 de către același site. Are nota 4.33 din 5 de la HotScrips și a fost recomandat de compania Standing Cloud. A fost prezentat în reviste precum The H și rulează câteva forumuri considerabile: Hack Forums, CSNbbs și câteva comisii EA Sports.